# Lilla Lindessjön
Lilla Lindessjön är en del av den mindre Lindessjön, som ligger vid Lindesberg i landskapet Västmanland. Lindessjön avdelas av en rullstensås, kallad Pälsärmen, så att en grund vik skapas i öster. Denna kallas ofta Lilla Lindessjön. Lindessjön är 6 meter djup, har en yta på 0,122 kvadratkilometer och är belägen 60 meter över havet. Sjön avvattnas av vattendraget Arbogaån.

## Delavrinningsområde
Lilla Lindessjön ingår i det delavrinningsområde (660699-146795) som SMHI kallar för Utloppet av Lilla Lindessjön. Medelhöjden är 67 meter över havet och ytan är 1,38 kvadratkilometer. Räknas de 49 avrinningsområdena uppströms in blir den ackumulerade arean 1 165,74 kvadratkilometer. Arbogaån som avvattnar avrinningsområdet har biflödesordning 2, vilket innebär att vattnet flödar genom totalt 2 vattendrag innan det når havet efter 213 kilometer. Avrinningsområdet består mestadels av skog (52 procent). Avrinningsområdet har 0,12 kvadratkilometer vattenytor vilket ger det en sjöprocent på 8,6 procent. Bebyggelsen i området täcker en yta av 0,44 kvadratkilometer eller 32 procent av avrinningsområdet.